# Jednostka regionalna Korfu
Jednostka regionalna Korfu (nwgr.: Περιφερειακή ενότητα Κέρκυρας) – jednostka administracyjna Grecji w regionie Wyspy Jońskie. Powołana do życia 1 stycznia 2011 w wyniku przyjęcia nowego podziału administracyjnego kraju. W 2021 roku liczyła 99 tys. mieszkańców.
W skład jednostki wchodzą gminy:
- Korfu (1),
- Paksos (2).